# Норман (Оклахома)
Норман (англ. Norman, nˈnɔrmən) — город в штате Оклахома, США, окружной центр округа Кливленд, входящий в агломерацию Оклахома-Сити. Норман является третьим по населению городом в штате после Оклахома-Сити и Талсы.
Норман был основан во время земельных гонок 1889 года, открывших доступ американским пионерам к бывшим индейским землям и нераспределённым территориям. Город был назван в честь первого землемера Абнера Нормана и официально зарегистрирован 13 мая 1891 года. Основу экономики города составляет высшее образование и смежные отрасли исследований. В университете Оклахомы проходит обучение около 30 000 студентов. Университет известен свой программой американского футбола, а на домашние игры футбольной команды «Оклахома Сунерс» в город съезжается до 80 000 человек со всего штата. Университету принадлежит также несколько музеев, включая музей искусств Фреда Джонса младшего, которому принадлежит самая большая коллекция французских импрессионистов, когда-либо принадлежащая американскому университету.
Национальный центр погоды, расположенный в Нормане, является уникальным объединением университетских, федеральных организаций и организаций штата, работающих совместно для лучшего понимания земной атмосферы. Норман находится в аллеи торнадо, географическом регионе, в котором наблюдается наибольшее количество торнадо. Кроме того, в городе находится Метеорологический центр США — отделение национального управления океанических и атмосферных исследований. Объект используется для предсказания сильных штормов и торнадо.
Несмотря на расположение в зоне с повышенным риском появления торнадо, в 2008 году журнал CNN Money поставил Норман на шестое место в списке маленьких городов США, где лучше всего жить.

## История

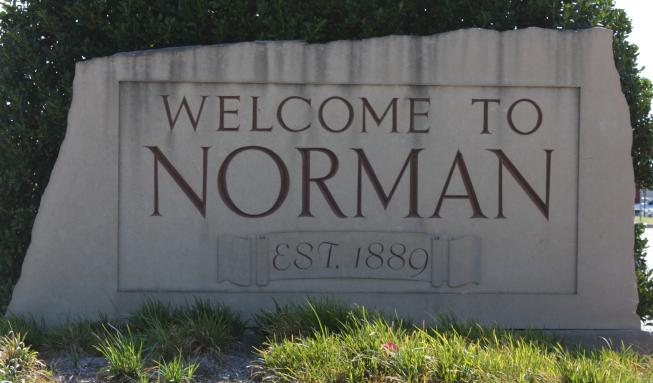
Приветствующий указатель на главной улице

В 1803 году после Луизианской покупки регион Оклахома перешёл во владение США. Перед Гражданской войной в США правительство страны начало переселение пяти цивилизованных племён — пяти коренных американских племён в специально созданные для них Индейские территории (ныне восток штата Оклахома). Согласно договорам 1832 и 1833 годов, нынешняя территория Нормана принадлежала племени Крики.
После Гражданской войны Крики были обвинены в пособничестве Конфедеративным Штатам Америки, в результате чего в 1866 году их земли перешли обратно к США. Вскоре после этого тропа Арбукл, входящая в тропу Чисхолм, была расширена, чтобы улучшить перегон скота из Техаса к железным дорогам Канзаса. В начале 1870-х годов началось исследование пустующих земель, прилегающих к тропе Арбукл. Земельное ведомство США заключило контракт с профессиональным инженером на исследование территории штата Оклахома. Абнер Норман, молодой геодезист, стал председателем и руководителем группы, занимавшейся исследованием местности на Индейской территории. Группа Нормана разбила свой лагерь в месте, где в настоящее время пересекаются улицы Классен и Линдси. Однажды несколько человек из группы Нормана решили подшутить над своим молодым начальником и выжгли на большом вязе около колодца надпись «Лагерь Нормана». В 1887 году железнодорожная компания Atchison, Topeka and Santa Fe Railway начала обслуживать этот регион, который позже был открыт для заселения в рамках земельных гонок 1889 года. Прибывшие поселенцы сохранили для своего посёлка название «Норман».
22 апреля 1889 года как минимум 150 поселенцев провело ночь в импровизированном кемпинге, а на следующее утро в городке началось строительство. Почти сразу два выдающихся бизнесмена молодого города — бывший фрахтовый агент Purcell Дельберт Ларш и главный кассир железнодорожной станции Томас Ваггонер стали лоббировать в местном правительстве строительство первого университета в Нормане. Оба были заинтересованы в росте поселения и решили, что легче основать в городе первый в штате университет, чем попытаться переместить столицу в Норман. 19 декабря 1890 года Ларшу и Ваггонеру удалось провести Council Bill 114, согласно которому в Нормане был основан университет Оклахомы. Это событие произошло за 18 лет до образования штата Оклахома.

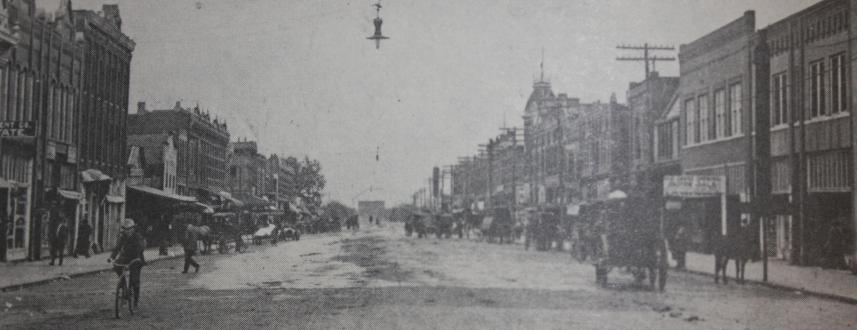
Главная улица Нормана в 1900 году

Официально город Норман был зарегистрирован 13 мая 1891 года. В последующие десятилетия город продолжал расти. К 1902 году в центре города находилось два банка, две гостиницы, мукомольная мельница и другие заведения; к 1913 году в городе проживало более 3700 человек. В это время железнодорожная компания Оклахомы решила провести лёгкую железную дорогу из Оклахома-Сити в Мур через Норман, что ещё больше ускорило рост населения города. В 1940-х годах железная дорога стала в основном обслуживать грузовые перевозки, а население города к 1940 году выросло до 11 429 человек.
В 1941 году университет Оклахомы и власти Нормана основали взлётное поле имени Макса Вестхаймера — университетскую взлётно-посадочную полосу, которую в 1942 году сдали в аренду военно-морским силам США в качестве учебного центра. Во время Второй мировой войны центр использовался для тренировки боевых пилотов. Позже был основан и второй учебный центр и военно-морской госпиталь. После Второй мировой войны взлётно-посадочная полоса была передана обратно под контроль университета. В настоящее время она называется Аэропорт Вестхаймера университета Оклахомы. После войны оставшиеся военные и вернувшиеся ветераны, которые продолжили обучение в Нормане, сделали свой вклад в рост населения города, которое к 1950 году составило 27 006 человек . С 1952 по 1959 год, во время Корейской войны, военно-морские силы вновь использовали город как одну из своих тренировочных баз.
После строительства межштатной магистрали I-35 в июне 1959 года Норман стал играть роль спального района Оклахома-Сити, в результате чего население города стало быстро расти. В 1960 году оно составило 33 412 человек, а к концу десятилетия выросло до 52 117 человек. В 1960-х годах, в результате присоединения соседних территорий, площадь города увеличилась на 450 км2. В начале XXI века город продолжил свой рост и население Нормана увеличилось с 95 694 человек в 2000 году до 110 925 человек в 2010 году.

## География
Норман имеет общую площадь 490,8 км², из которых 458,5 км² (93,30 %) занимает суша, и 32 км² (6,60 %) занято водой.
Центр объединённой области находится в 30 км от центра Оклахома-Сити и отделён от него городом Мур. Норман входит в состав столичного района Оклахома-Сити. Согласно переписи населения 2010 года в Нормане постоянно проживает 110 925 человек, таким образом город является третьим по величине в Оклахоме и 235-м в США. Город является окружным центром округа Кливленд.

### Топография
Норман и окружающие его территории находятся в основном на равнине на высоте около 357 метров над уровнем моря. В западной части территории Нормана представляет собой прерию, а в восточная часть, включая озеро Тандербёрд, состоит из 24 км2 озёр и леса. Самая высокая точка города расположена на 379 метрах выше уровня моря, самая низкая точка города — 296 метров над уровнем моря.

### Климат
| Показатель                    | Янв. | Фев. | Март | Апр. | Май | Июнь | Июль | Авг. | Сен. | Окт. | Нояб. | Дек. | Год |
| ----------------------------- | ---- | ---- | ---- | ---- | --- | ---- | ---- | ---- | ---- | ---- | ----- | ---- | --- |
| Средний суточный максимум, °C | 9    | 13   | 18   | 24   | 27  | 31   | 34   | 34   | 30   | 24   | 17    | 11   | 23  |
| Средняя температура, °C       | 3    | 6    | 11   | 16   | 20  | 25   | 27   | 27   | 23   | 17   | 10    | 5    | 16  |
| Средний суточный минимум, °C  | −3   | −1   | 3    | 9    | 14  | 18   | 20   | 20   | 16   | 10   | 4     | −1   | 9   |
| Норма осадков, мм             | 30   | 40   | 70   | 80   | 130 | 100  | 70   | 70   | 100  | 80   | 60    | 40   | 890 |
| Источник: Weatherbase.com     |      |      |      |      |     |      |      |      |      |      |       |      |     |

## Управление и политика
Охраной общественного порядка и соблюдением законов занимается полицейский департамент Нормана. В 2011 году индекс преступности в Нормане был на 28 % ниже, чем в среднем по США. В 2011 году в городе было совершено два убийства, 67 изнасилований, 36 ограблений, 53 нападения и 811 краж.

### Города-побратимы
У Нормана есть четыре города-побратима:
- Клермон-Ферран, Франция
- Колима, Мексика
- Сейка, Япония
- Ареццо, Италия

## Демография
По данным переписи населения за 2010 год в Нормане проживало 110 925 человек, 44 661 домашних хозяйств и 24 391 семей. Плотность населения составляла 208,7 человек на квадратный километр. Расовый состав: 84,7 % белое население, 4,3 % афроамериканцы, 4,7 % коренные американцы, 3,8 % азиаты, 0,1 % гавайцы, 1,9 % прочие расы и 5,5 % смешанные расы. Латиноамериканцы составляли 6,4 % населения.
Из 44 661 домашних хозяйств, 25,0 % имели детей в возрасте до 18 лет, 41,5 % были женаты и жили вместе, 10,1 % имели женщину без мужа как главу хозяйства и 44,2 % не имели родства. 30,7 % домашних хозяйств состояли из одного человека и 7,3 % состояли из одного человека в возрасте 65 лет или старше. Средний размер домашнего хозяйства составил 2,33 человек, средний размер семьи 2,94 человек.
Построение по возрасту составило 5,8 % моложе 5 лет, 5,7 % от 5 до 9, 5,2 % от 10 до 14, 8,9 % от 15 до 19, 16,0 % от 20 до 24, 9,0 % от 25 до 29, 6,6 % от 30 до 34, 5,6 % от 35 до 39, 5,3 % от 40 до 44, 5,9 % от 45 до 49, 5,9 % от 50 до 54, 5,4 % от 55 до 59, 4,6 % от 60 до 64, 3,2 % от 65 до 69, 2,3 % от 70 до 74, 1,8 % от 75 до 79, 1,4 % от 80 до 84 и 1,3 % старше 85 лет. Средний возраст был 29,6 лет. Мужчины составляют 49,7 % населения, а женщины — 50,3 %.
Среднегодовой доход на домашнее хозяйство в городе составляет $ 44 396, а средний доход на семью составляет $ 62 826. Мужчины имеют средний доход $ 41 859, тогда как женщины $ 35 777. Доход на душу населения по городу составляет $ 24 585. Около 11,8 % семей и 19,2 % населения находятся ниже черты бедности, в том числе 18,9 % из них моложе 18 лет и 8,9 % в возрасте 65 лет и старше.
Хотя во время переписи населения данные о религиозных предпочтениях не собирались, согласно исследованию 2000 года Дэйла Джонса из Association of Statisticians of American Religious Bodie, 50,2 % населения Нормана принадлежит к какой-нибудь религиозной общине. Среди них 43,6 % принадлежат к Южной баптистской конвенции, 15,0 % к римско-католической церкви, 13,0 % к объединённой методистской, 3,3 % к Ассамблеи Бога, 2,8 % к Церкви Христа, 2,1 % к мормонам, 2,1 % к Христианской церкви и Церкви Христа, 1,9 % Ученики Христа, 1,7 % пресвитериане и 14,6 % к другим христианским деноминациям.

## Образование

### Высшее образование

#### Университет Оклахомы

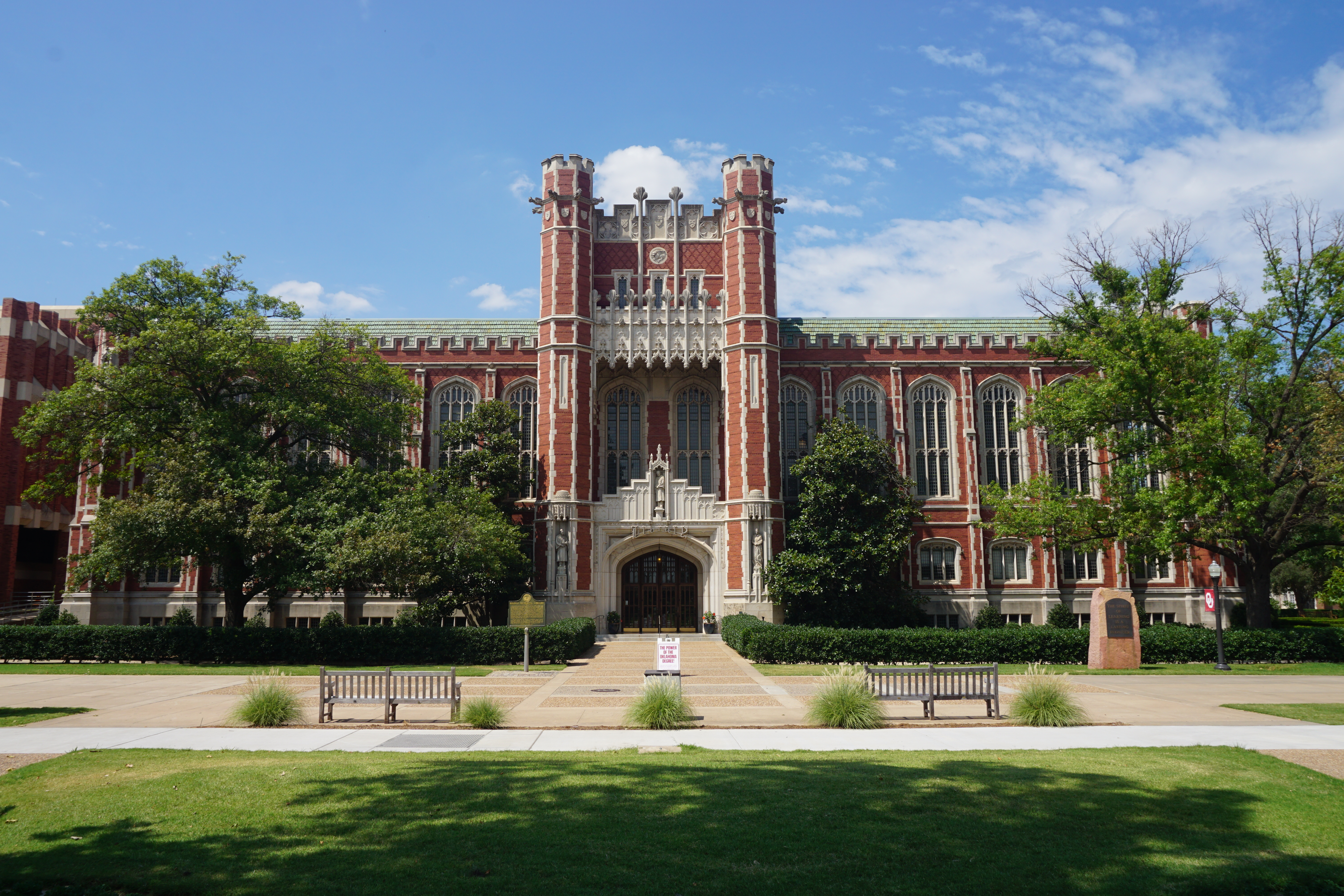
Библиотека Биззелла, Университет Оклахомы

Университет Оклахомы является самым большим университетом в штате Оклахома, в котором проходит обучение около 30 000 человек. Он был основан в 1890 году, за десять лет до основания штата Оклахома. Учебное заведение состоит из двух кампусов: главный находится в Нормане, а другой в Оклахома-Сити. В 2007 году Princeton Review назвал университет Оклахомы одним из лучших высших учебных заведений по успехам в обучении и её стоимости. Университет занимает первое место по количеству стипендий National Merit Scholars. В нём проходило обучение 28 стипендиатов Родса. PC Magazine и Princeton Review включили университет в список «20 наиболее высокотехнологичных университетов» в 2006 и 2008 годах, а Фонд Карнеги по улучшению преподавания классифицирует его как исследовательский университет с «высокой научно-исследовательской деятельностью».
Университет Оклахомы также известен своей спортивной программой. Его спортивные команды завоевали множество национальных наград, включая семь чемпионских титулов первого дивизиона NCAA Национального футбольного чемпионата.

#### Технологический центр
В городе находится Технологический центр Мура-Нормана. Заведение было основано в 1972 году и много раз получало Gold Star School Award от Ассоциации технологических центров Оклахомы. Кампус Franklin Road состоит из шести зданий общей площадью 30 100 м2. В центре работает 207 человек.

### Начальные и средние школы

#### Государственные школы
Государственные школы Нормана — школьный округ, обслуживающий Норман, состоит из 15 начальных школ, 4 средних школ и 2 старших школ. В округе проходит обучение 17 000 человек, таким образом он является крупнейшим в штате.
Государственные школы Ноубла — школьный округ, обслуживающий юго-восточную часть Нормана и примыкающий к нему город Ноубл. Состоит из двух начальных школ, средней школы, школы второй степени и старшей школы.
Государственные школы Литтл Экс — школьный округ, обслуживающий восточную сельскую часть Нормана. Является самым маленьким округом и состоит из начальной, младшей и старшей школы.

#### Частные школы

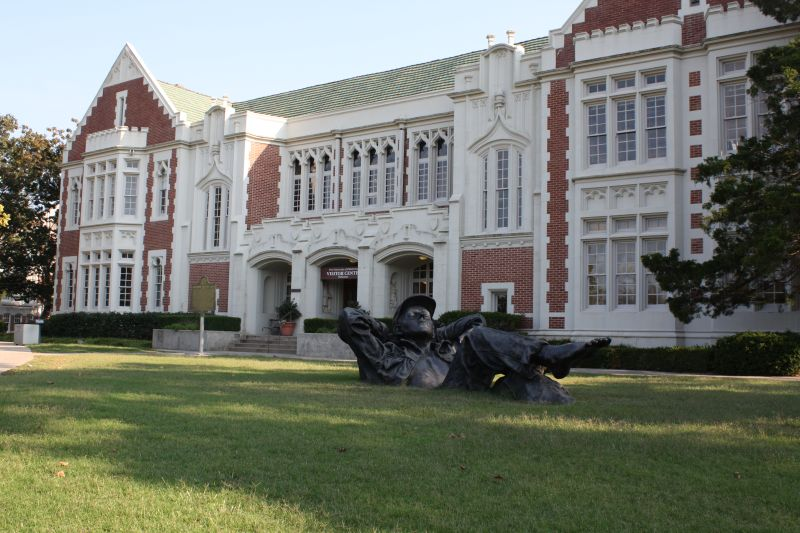
Центр для посетителей университета Оклахомы

В Нормане работает несколько частных школ:
- Католическая школа всех Святых — от яслей до 8-го класса[21]
- Христианская академия Блу Игл — от детского сада до 10-го класса[21]
- Христианская школа сообщества — от детского сада до 12-го класса[21]
- Христианская академия Нормана — от яслей до 7-го класса[39]
- Академия Робинсон-Стрит — от детского сада до 12-го класса[21]
- Школа Роуз Рок — от яслей до детского сада[40]
- Школа Терра Верде Дискавери — от детского сада до 2-го класса[41]
- Лютеранская школа Тринити — от яслей до 6-го класса[21]
- Классическая христианская академия Веритас — от яслей до 12-го класса[21]

### Библиотеки
В городе работает Публичная библиотека Нормана, которая входит в Pioneer Library System, обслуживающую южные пригороды Оклахома-Сити. Библиотека также имеет соглашение с Metropolitan Library System Оклахома-Сити. Это позволяет посетителям искать книги в этих двух системах. Книги могут быть бесплатно забронированы и доставлены в местную библиотеку. Кроме того, в библиотечном фонде находится коллекция периодических изданий, аудиокниг, фильмов и исследовательских материалов.
Мемориальная библиотека Биззелла в университете Оклахомы является самой большой библиотекой в штате и содержит в своих фондах более 5 млн томов. Кроме книг, в архивах библиотеки находится более 5200 метров манускриптов, 1,6 млн фотографий и более 1,5 млн карт. Библиотеки принадлежит более 50 книг, выпущенных до 1500 года.

## Культура

### Спорт

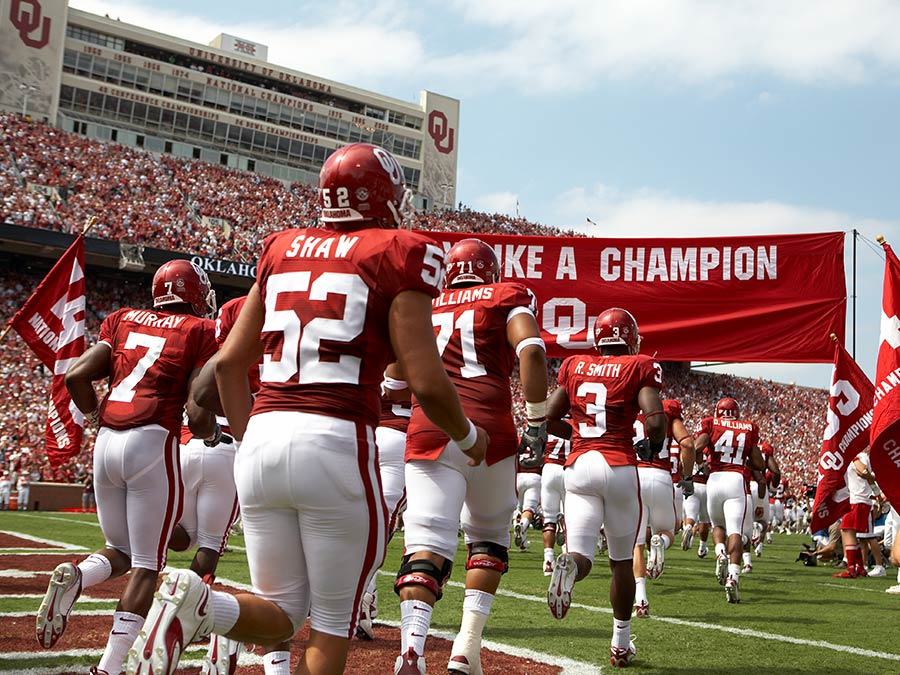
Футбольная команда университета Оклахомы на домашнем стадионе Оклахома «Мемориал-стэдиуме»

Университет Оклахомы финансирует множество спортивных мероприятий в Нормане. Это учебное заведение известно своей программой американского футбола, чья команда выиграла семь чемпионских титулов первого дивизиона NCAA Национального футбольного чемпионата. Кроме того, университету принадлежит самый лучший процент побед в первом дивизионе FBS среди всех команд с 1936 года, а также команда участвовала четыре раза в национальном чемпионате BCS с 1998 года. Во время футбольного сезона «Оклахома Сунерс» вносит большой вклад в экономику Нормана. В день игры в город съезжается более 80 000 человек со всего штата. В это время местные предприниматели, в особенности возле университетского кампуса и кампуса Корнера, получает большие доходы. Университетская программа по американскому футболу входит в десятку самых прибыльных студенческих программ в США по сборам денег, принося около 59 млн долларов проведением домашних игр.
В 1951 и 1994 году бейсбольная команда университета становилась чемпионом NCAA, а женская софтбольная команда завоёвывала титул национальных чемпионов в 2000 году. С 2001 года гимнастическая сборная университета завоевала четыре чемпионских титула.
Всего университет финансирует 19 спортивных дисциплин: 9 мужских (бейсбол, баскетбол, легкоатлетический кросс, американский футбол, гольф, гимнастика, теннис, беговые виды лёгкой атлетики и борьба) и 10 женских (баскетбол, легкоатлетический кросс, гольф, гимнастика, гребля, футбол, софтбол, теннис, беговые виды лёгкой атлетики и волейбол).

## Инфраструктура

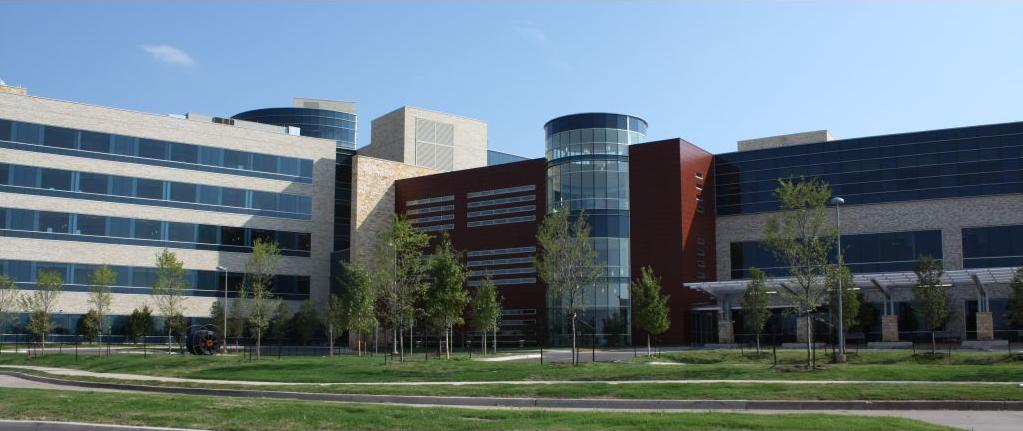
Норманский региональный HealthPlex

### Здравоохранение
Региональная система здравоохранения Нормана предоставляет медицинские услуги жителям самого города и на юге центральной части штата Оклахома. Отделение на Портер-авеню, расположенное к северу от центра Нормана, представляет собой больницу общего назначения на 337 мест, оказывающую широкий спектр медицинских услуг, включая неотложную медицинскую помощь. В октябре 2009 года на западе города был открыт HealthPlex. Это ультрасовременное медицинское учреждение, рассчитанное на 152 места, специализируется на кардиологии, сердечно-сосудистых заболеваниях, а также имеет женское и детское отделения.

### Транспорт

#### Авиация
Воздушное сообщение в городе в основном осуществляется через аэропорт имени Уилла Роджерса, расположенном в Оклахома-Сити, примерно в 30 км северо-западнее Нормана. Ежедневно Аэропорт имени Уилла Роджерса обслуживает более 70 регулярных коммерческих рейсов, выполняемых 22 авиакомпаниями по более, чем 19 городам страны. Значительная часть маршрутов представляет собой рейсы в крупные транзитные аэропорты США. Аэропорт имени Уилла Роджерса является одним из немногих крупных аэропортов штата Оклахома, которые не имеет в своём маршрутном расписании международных рейсов. Тем не менее, он занимает первое место среди всех аэропортов штата по объёму пассажирских перевозок. По итогам 2007 года услугами аэропорта воспользовалось более 3,74 миллионов человек.
В городе также находится аэропорт имени Макса Вестхаймера, управляемый университетом Оклахомы. Этот аэропорт является одним из двух запасных аэропортов Аэропорта имени Уилла Роджерса. Аэропорт имени Макса Вестхаймера может принимать как обычные, так и реактивные самолёты.

#### Автобусное сообщение
Автобусное сообщение в Нормане представляет Cleveland Area Rapid Transit, которой управляет университет Оклахомы. CART обслуживает автобусное сообщение с офисами администрации социального обеспечения, расположенными в Муре, а также с транспортным пересадочным узлом Metro Transit в Оклахома-Сити. Metro Transit обслуживает автобусное и троллейбусное сообщение в Оклахома-Сити и сообщение с аэропортом имени Уилла Роджерса.
В 2008 году CART стал 39-й системой общественного транспорта в США, появившейся в сервисе Google Transit, веб-сайте, позволяющем пользователям через интернет планировать своё путешествие. В 2010 году автобусы CART были оснащены системой GPS, позволяющей путешествующим видеть местоположение автобусов и время прибытия через сайты CART и Google. Ежегодно автобусы CART перевозят более 1,3 млн человек.